# Johann Eduard Wappäus

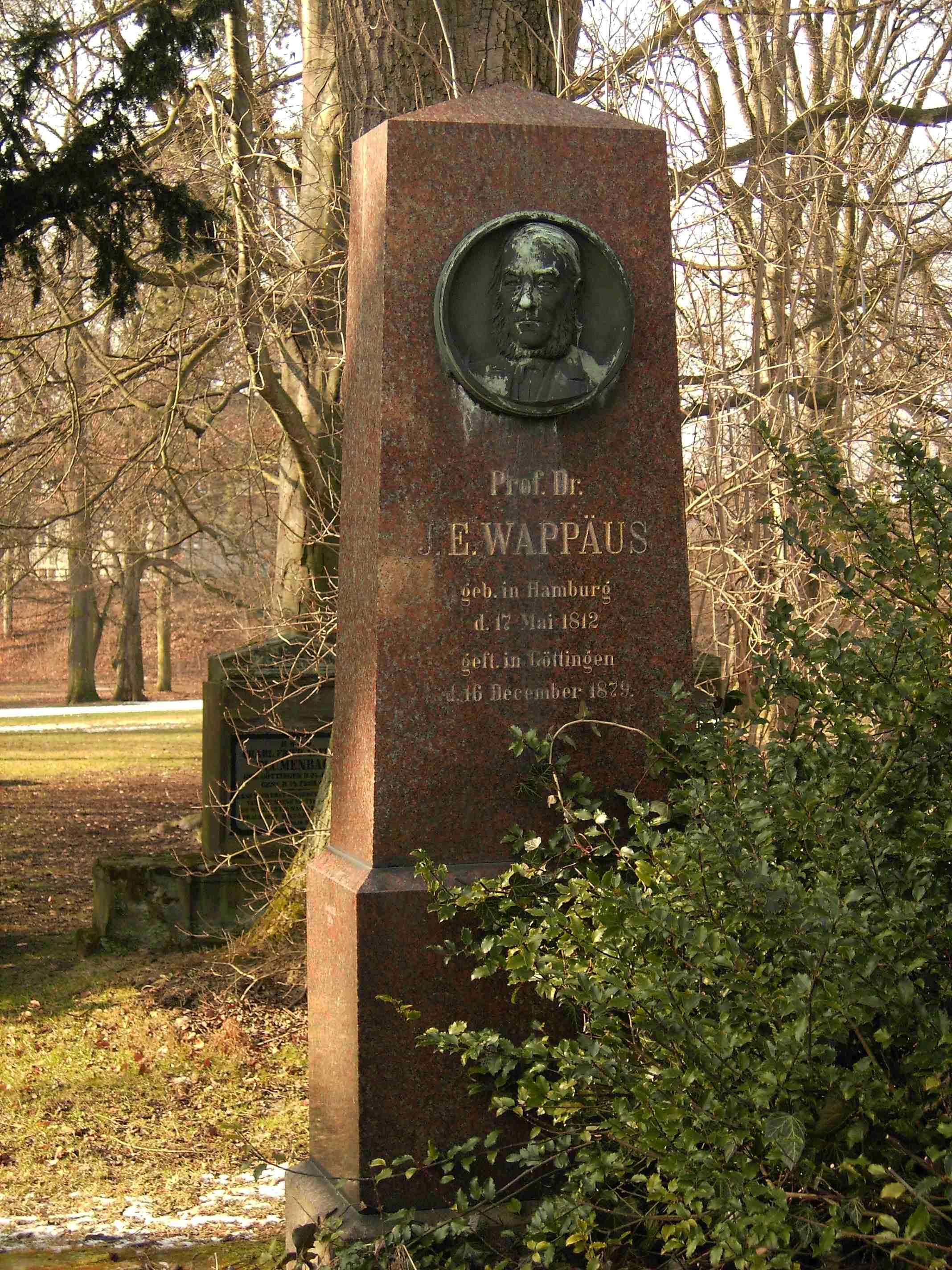
Grabstätte Wappäus’ auf dem Göttinger Albanikirchhof

Johann Eduard Wappäus (* 17. Mai 1812 in Hamburg; † 16. Dezember 1879 in Göttingen) war ein deutscher Geograph und Statistiker.

## Biografie
Wappäus, Sohn des Schiffsreeders Georg Heinrich Wappäus und der Anna Catharina Sophia geb. Jörst, studierte in Göttingen und Berlin und unternahm 1833–34 eine Reise zu den Kapverdischen Inseln und nach Brasilien. 1842 heiratete er Sophie Frederike Wehner (1822–1846), eine Tochter von Johann Andreas Wehner. Am 11. Mai 1844 wurde ihr gemeinsamer Sohn Johann Andreas Georg Heinrich Wappäus († 14. November 1893) geboren, welcher später zum Doktor der Rechte promovierte. Nach dem Tod seiner ersten Frau heiratete er 1847 Henriette Hausmann (1812–1859), die Tochter des Professors Johann Friedrich Ludwig Hausmann.
1838 habilitierte er sich als Privatdozent in Göttingen, wo er 1845 zum außerordentlichen, 1854 zum ordentlichen Professor ernannt wurde und am 16. Dezember 1879 starb.
Er war seit 1851 Assessor. 
Im Jahr 1847 übernahm er die Redaktion der 7. Auflage des Handbuchs der Geographie und Statistik von Stein und Ferdinand Hörschelmann, für die er selbst die allgemeine Geographie (Leipzig 1849), Nordamerika (1855), Mittel- und Südamerika (1858 bis 1867) und Brasilien (1871) bearbeitete. Eine Reihe wertvoller Abhandlungen von Wappäus enthalten die Göttingischen Gelehrten Anzeigen, deren Redaktion er 1848–1863 und wieder 1874–1879 führte.
Auch gab er den Briefwechsel zwischen Hausmann und Carl Ritter (Leipzig 1879) heraus. Seine Vorlesungen über Statistik veröffentlichte Otto Gandil als Einleitung in das Studium der Statistik (Leipzig 1881).

## Mitgliedschaften
Johann Eduard Wappäus war Mitglied der Deutschen Morgenländischen Gesellschaft.
Seit 1860 war er ordentliches Mitglied der Göttinger Akademie der Wissenschaften.

## Werke
- Untersuchungen über die geographischen Entdeckungen der Portugiesen unter Heinrich dem Seefahrer 1. Teil, Vandenhoeck u. Ruprecht, Göttingen 1842, Digitalisat;
- Die Republiken von Südamerika (1. Abt.: Venezuela), Vandenhoeck u. Ruprecht, Göttingen 1843, Digitalisat;
- Deutsche Auswanderung und Kolonisation, 2 Bde., Hinrichs’sche Buchhandlung, Leipzig 1846 u. 1848, Digitalisat;[3]
- Allgemeine Bevölkerungsstatistik, 2 Bde., Hinrichs’sche Buchhandlung, Leipzig 1859–61 (ein auf seinem Gebiet grundlegendes Werk, Digitalisat);
- Über den Begriff und die statistische Bedeutung der mittlern Lebensdauer (Göttingen 1860).